# Краєзнавчий музей флори і фауни Карпат
Краєзна́вчий музе́й фло́ри і фа́уни Карпа́т (Тисовий)  — природничий музей у  Коломийському районі Івано-Франківської області, біля західної околиці села Княждвір. 
Музей розташований на території Княждвірського заказника. Створений для ознайомлення з історією регіону, видами рідкісних і зникаючих тварин, птахів та рослин Прикарпаття, зокрема тису ягідного (саме через нього заповідник отримав свою назву). Є колекції рідкісних комах, зразків деревно-чагарникових порід, корисних копалин. Створено експозицію «Витвори природи». 
Відвідування музею здійснюється за попередньою домовленістю.